# Paranthura infundibulata
Paranthura infundibulata is een pissebed uit de familie Paranthuridae. De wetenschappelijke naam van de soort is voor het eerst geldig gepubliceerd in 1902 door Richardson.